# إيلين لانغر
إلين جين لانغر (بالإنجليزية: Ellen Langer) (ولدت في 25 مارس 1947) هي أستاذة في علم النفس في جامعة هارفارد. أصبحت في عام 1981 أول امرأة تعمل في علم النفس في جامعة هارفارد. تدرس لانغر وهم السيطرة، وعملية اتخاذ القرار، والشيخوخة، ونظرية العقلانية. يعتبر كتابها عكس عقاب الساعة المنشور في عام 2009 أكثر أعمالها تأثيرًا، ويجيب على الأسئلة المتعلقة بالشيخوخة من بحثها المكثف، واهتمامها المتزايد بخصائص الشيخوخة في جميع أنحاء البلاد.

## النشأة والتعليم
ولدت لانغر في ذا برونكس في نيويورك. حصلت على درجة البكالوريوس في علم النفس من جامعة نيويورك، وعلى درجة الدكتوراه في علم النفس الاجتماعي والسريري من جامعة ييل عام 1974.

## حياتها المهنية
كان للانغر تأثيرًا كبيرًا على حركة علم النفس الإيجابي. وبالإضافة إلى شهرتها باسم أم علم النفس الإيجابي، أكسبتها مساهماتها في دراسة العقلانية لقب «أم العقلانية». أدى عملها مجموعًا إلى حركة طب العقل/الجسم التي اعتبرها العديد من العلماء حركة فكرية مهمة تملك الآن «أدلة كثيرة على إمكانية استخدام مجموعة من علاجات العقل والجسم كمساعدات فعالة للعلاج الطبي التقليدي». نشرت أكثر من 200 مقال ونص أكاديمي، ونشرت في صحيفة نيويورك تايمز، وناقشت أعمالها في برنامج صباح الخير يا أمريكا. وأيضًا، يطلب قراءة دراستها في العديد من دورات علم النفس التمهيدية في الجامعات في جميع أنحاء الولايات المتحدة.

### الشيخوخة
أجرت لانغر وزملاؤها أشكالًا متعددة من البحوث لتعزيز مرونة الشيخوخة. تعتبر أبحاثها الرائدة في دراستها الشهيرة عكس عقارب الساعة (1979)، إحدى أكثر أعمالها تأثيرًا. نشرت مطبعة جامعة أكسفورد هذه الدراسة أصلًا، ثم وصفت لاحقًا في عملها الأكثر مبيعُا، العقلانية. وهي أساس ما يسمى الآن بالعلاج بالتذكير. كررت الدراسة في إنجلترا وكوريا الجنوبية وهولندا وكانت أساس مسلسل بي بي سي الشباب، المرشح لجوائز الأكاديمية البريطانية للسينما والتلفزيون. وذكرت الدراسة أيضًا في وسائل إعلامية أخرى مثل حلقة ذا سيمبسونز نهاية الأسبوع الجامحة في هافانا.
أظهر عمل مهم آخر أن مكافأة السلوكيات وإكمال مهام الذاكرة اللاحق يحسنان الذاكرة. أظهرت دراسة أخرى أن مجرد الاعتناء بالنبات يحسن الصحة العقلية والبدنية، ومتوسط العمر المتوقع أيضًا. تعتبر هذه الدراسات الخطوات البدائية لإنشاء مقياس لانغر للعقلانية. قدم بحثها طرقًا محسنة في دور التمريض ومساكن الرعاية الدائمة. أظهرن لانغر أيضًا، في واحدة من أشهر دراساتها، الفوائد الجذرية لنظرية وحدة العقل/الجسم. وجدت لانغر عن طريق جعل الخادمات يطلقن على نشاطهن اليومي «التمرين» بدلًا من «العمل»، أن الخادمات قد شعرن بعدد لا يحصى من الفوائد الصحية بما في ذلك: «انخفاض في ضغط الدم الانقباضي والوزن ونسبة الخصر إلى الورك، وانخفاض 10% في ضغط الدم».

### العقلانية
تشتهر لانغر بمساهماتها في دراسة العقلانية والسلوك الطائش، إذ قدمت عن طريق هذه المساهمات الأساس للعديد من الدراسات التي ركزت على الفروق الفردية في سلوكيات اللاواعي وعمليات صنع القرار لدى البشر. في عام 1989، نشرت كتاب «العقلانية»، كتابها الأول، وأشار إليها البعض على أنها «أم العقلانية». عرّفت لانغر العقلانية في مقابلة مع كريستا تيبيت في برنامج الإذاعة الوطنية العامة «في الوجود» الذي بث في 13 سبتمبر 2015، بأنها «فعل بسيط يتمثل في ملاحظة الأشياء الجديدة». ما يزال مقياس العقلانية للانغر يُستخدم في الأبحاث الحديثة.

## الجوائز
حصلت على زمالة غوغنهايم في عام 1980. تشمل الجوائز الأخرى جائزة المساهمات المتميزة في علم النفس في المصلحة العامة لجمعية علم النفس الأمريكية، وجائزة العباقرة لمركز علوم الحرية، وجائزة المساهمات المتميزة للعلوم الأساسية في علم النفس التطبيقي من الجمعية الأمريكية لعلم النفس التطبيقي والوقائي، وجائزة جيمس ماكين كاتيل وجائزة غوردون أولبورت للعلاقات بين المجموعات.